# 納沃拉托 (錫那羅亞州)
納沃拉托是墨西哥的城市，由錫那羅亞州負責管轄，位於該國西部加利福尼亞灣沿岸，距離庫利亞坎約25公里，海拔高度10米，每年平均降雨量475毫米，2010年人口28,676。

## 外部連結
- Municipio de Navolato （页面存档备份，存于） Official website

24°45′56″N 107°42′07″W / 24.76556°N 107.70194°W